# Rocco Mediate
Rocco Anthony Mediate (født 17. december 1962 i Greensburg, Pennsylvania, USA) er en amerikansk golfspiller, der (pr. september 2010) står noteret for fem sejre på PGA Touren. Hans bedste resultat i en Major-turnering er en 2. plads ved US Open i 2008, hvor han måtte se landsmanden Tiger Woods tage sejren efter en dramatisk turnering med omspil.